# Srédéts (Sofia)
Sredets (en bulgare : Средец [srɛˈdɛt͡s]) est un quartier situé au centre de la capitale bulgare, Sofia. Le quartier compte 72 461 habitants officiellement recensés et s'étend sur environ 300 hectares, soit 3 km2.
Il borde le boulevard Sitnyakovo et l'allée Yavorov à l'est ; le boulevard Dragan Tsankov et le boulevard Evlogi Georgiev au sud et au sud-ouest ; la rue Frityof Nansen et le boulevard Vitocha à l'ouest ; le boulevard Dondukov, les rues Moskovska, Shipka et Khan Omurtag au nord.
Le quartier est le centre culturel de la ville. La rue Rakovski, avec ses neuf salles de théâtre, est connue sous le nom de « Broadway bulgare ».
Connue pour ses espaces verts et ses jardins, Sredets comprend les parties les plus septentrionales du jardin de Boris. Deux des stades les plus emblématiques du pays sont situés dans le parc : le stade national Vasil Levski, où l'équipe nationale bulgare de football joue ses matchs à domicile, et le stade de l'armée bulgare, domicile du CSKA Sofia, le club le plus titré de l'histoire du pays.

## Monuments culturels
Le quartier occupe certaines zones de l'ancienne ville romaine de Serdica. Il existe de nombreux vestiges de la colonie sous des édifices contemporains et d'autres continuent d'être découverts lors de projets de construction. Des vestiges des remparts et des tours de la ville peuvent également être observés dans certains passages souterrains.

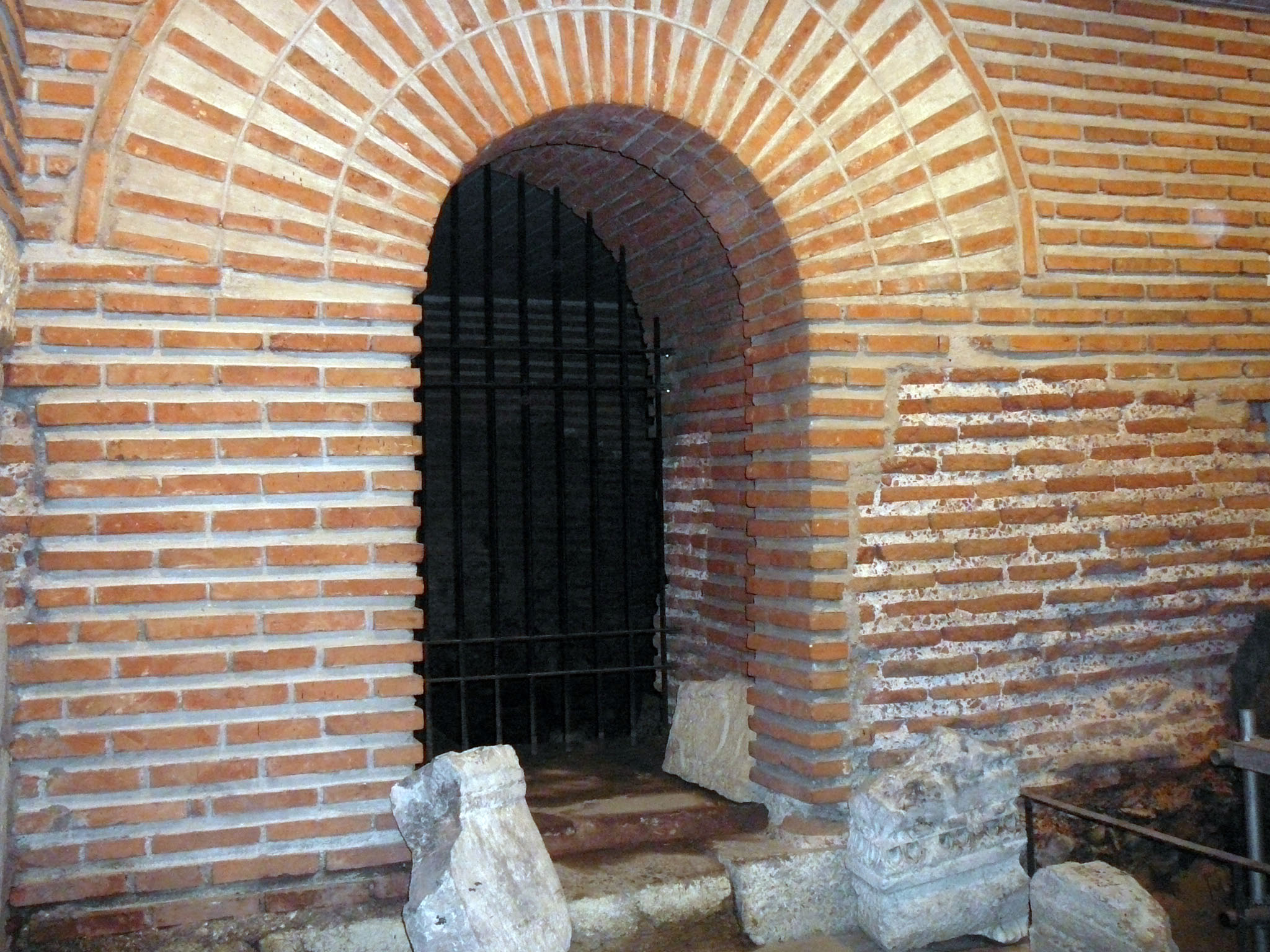
Une section du mur de Serdica.

L'une des plus anciennes églises de la péninsule balkanique, Sv. Georgi (ou Saint-Georges) est située dans la cour du ministère de l'Éducation. L'église est le bâtiment le plus ancien de Sofia avec son toit intact.

### Principaux monuments
- L'Assemblée nationale
- La présidence
- Banque nationale bulgare
- Musée archéologique national
- Muséum national d'histoire naturelle
- Académie bulgare des sciences
- Galerie nationale des beaux-arts
- Université de Sofia
- Théâtre national Ivan Vazov
- Archives nationales du cinéma bulgare
- Mausolée de Battenberg
- Monument au Tsar Libérateur
- Salle Bulgarie (siège de l'Orchestre philharmonique de Sofia)
- Grand Hôtel Sofia
- Hôtel Sofia Balkans
- Galerie d'art de Sofia
- Théâtre de l'Armée
- Théâtre de la Satire
- Théâtre des larmes et du rire
- Théâtre de la jeunesse
- Théâtre 199

Sredets
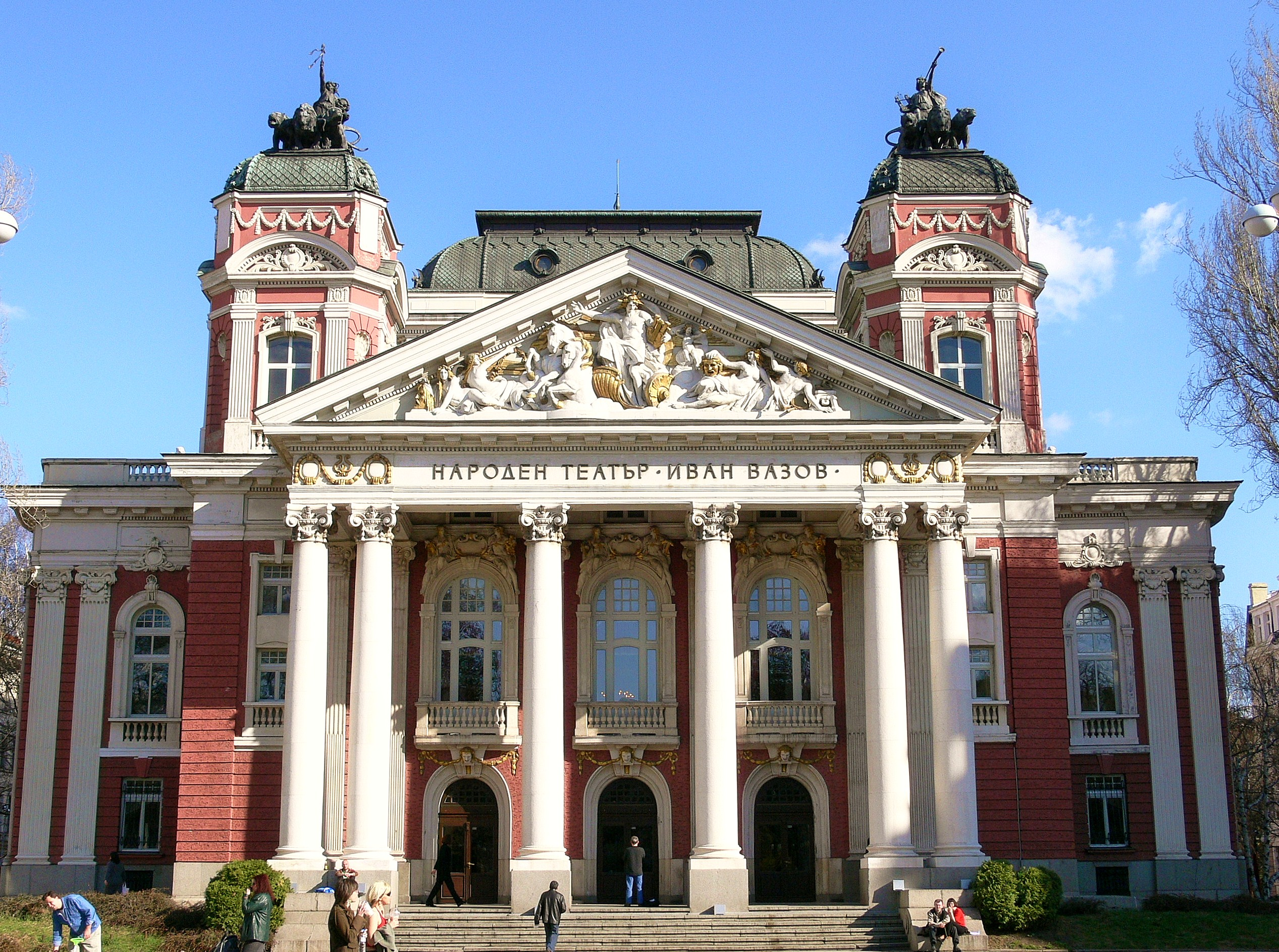
Théâtre national Ivan Vazov.
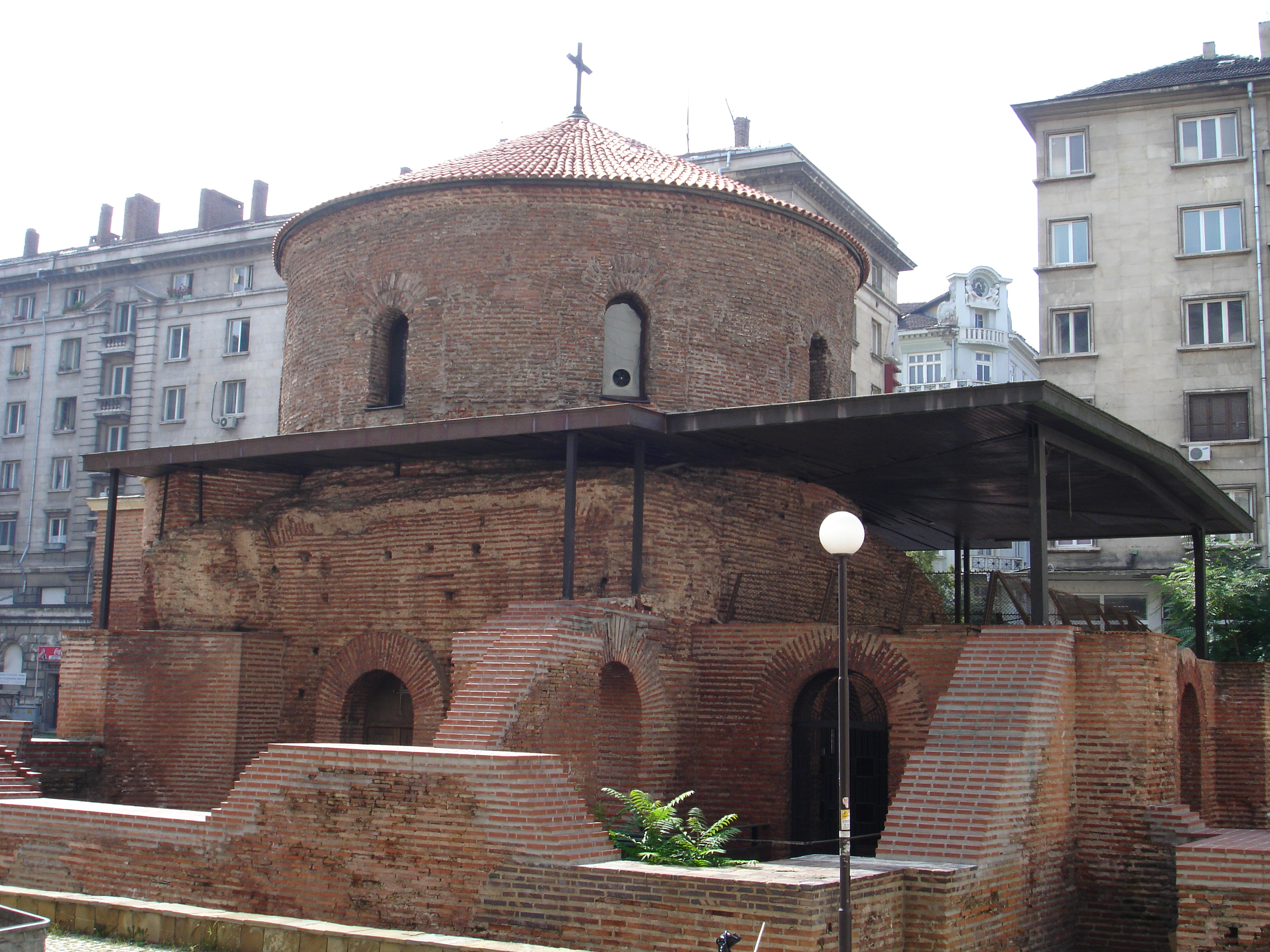
Église Saint-Georges
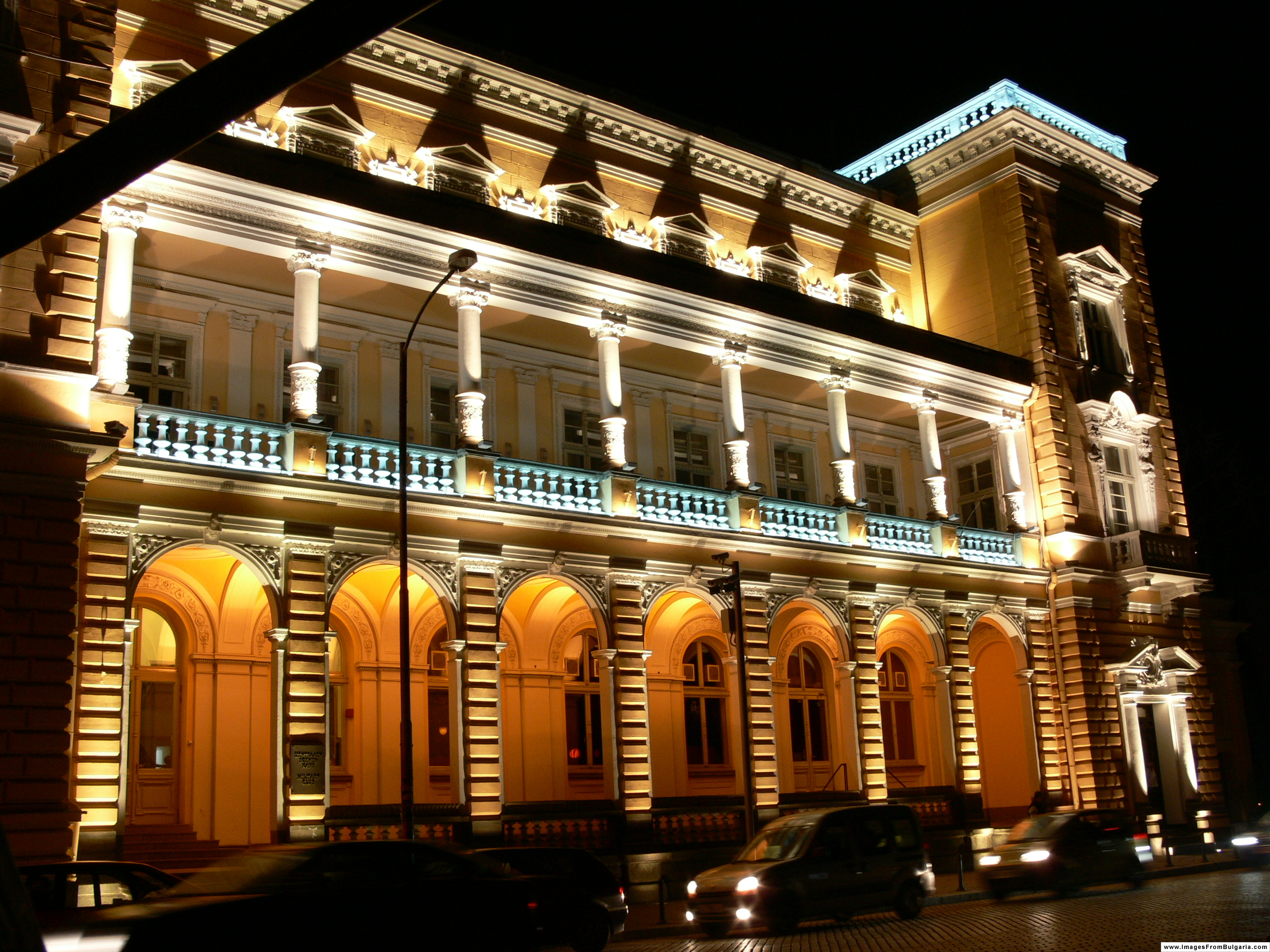
Le Club Militaire Central
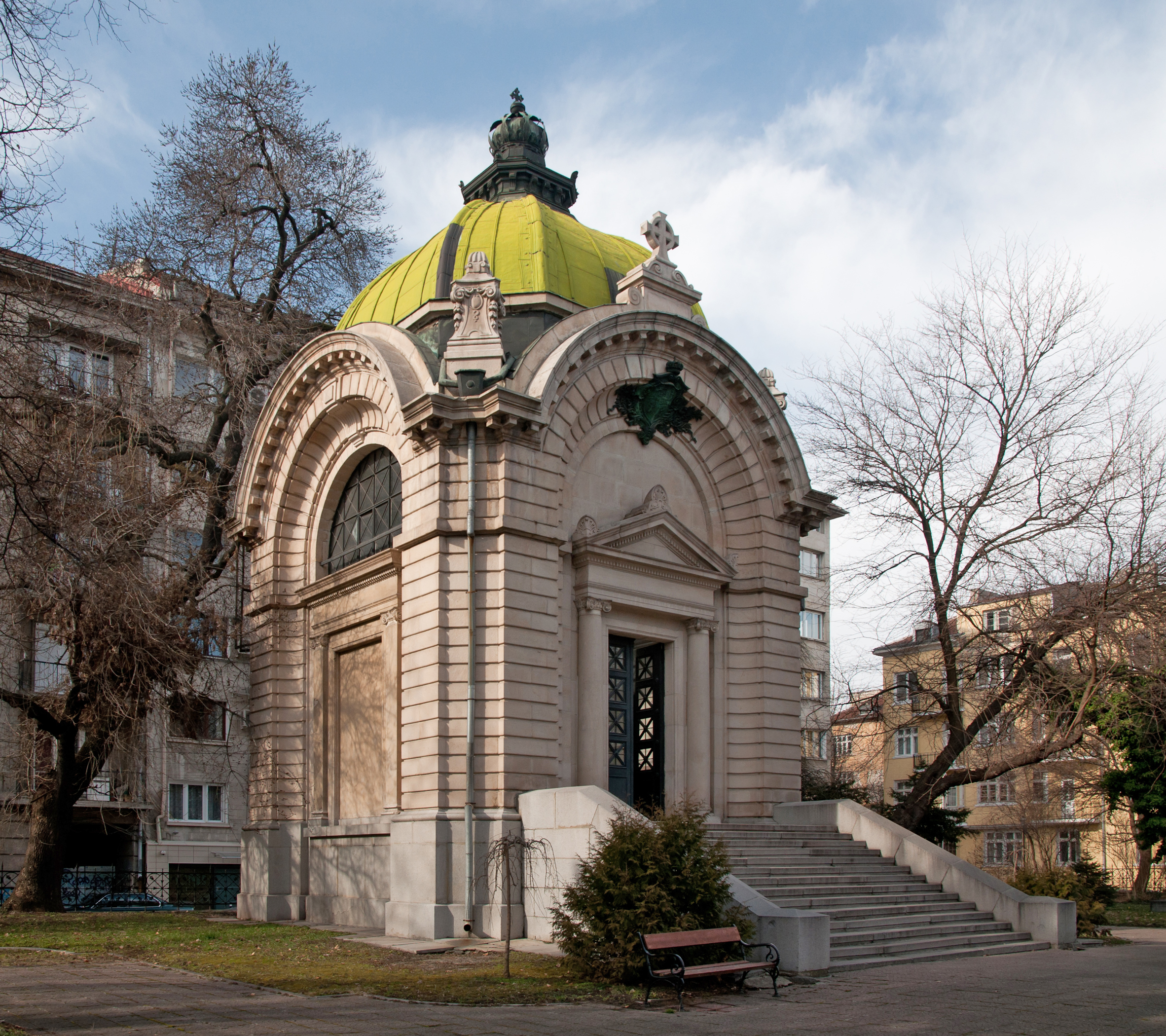
Mausolée de Battenberg.
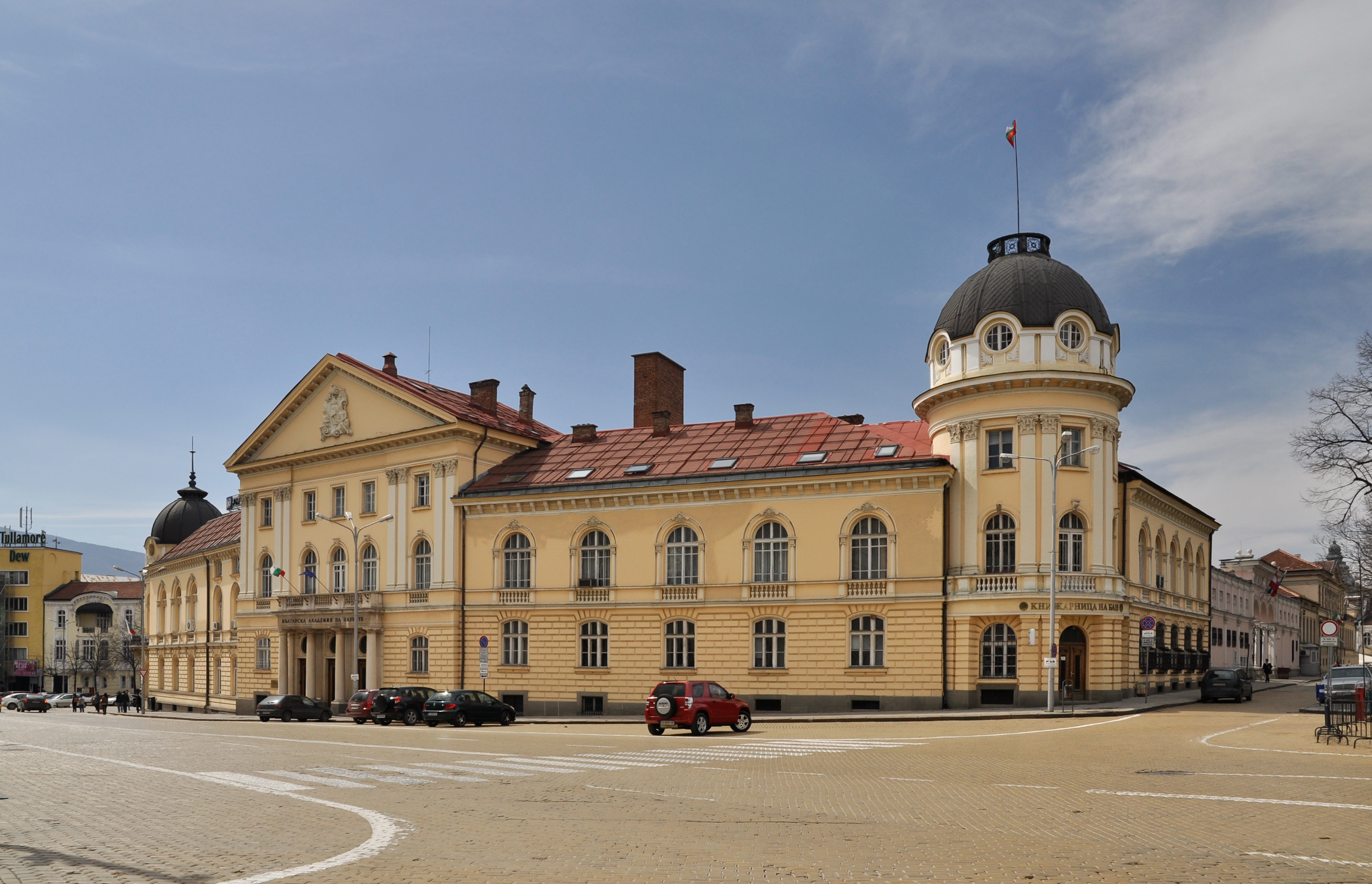
Académie bulgare des sciences

### Églises
- Église Saint-Georges
- Église Sainte-Nédélia
- Église Sveti Sedmochislenitsi
- Église russe